# Liste des cathédrales d'Antigua-et-Barbuda
Cet article recense les cathédrales d'Antigua-et-Barbuda.

## Liste[1]

### Catholique romain
- Cathédrale de la Sainte-Famille à Saint John's

### Anglican
- Cathédrale Saint-Jean-le-Théologien à Saint John's